# Peter Sarsgaard
John Peter Sarsgaard (/ˈsɑːrzɡɑːrd/, sinh ngày 7/3/1971) là nam diễn viên người Mỹ. Vai diễn điện ảnh đầu tiên của ông là trong phim "Dead Man Walking" năm 1995. Năm 1998, ông tham gia các phim "Another Day in Paradise" và "Desert Blue". Sarsgaard sau đó được biết tới nhiều hơn qua vai John Lotter trong "Boys Don't Cry" (1999). Năm 2001, ông có vai chính đầu tiên trong phim điện ảnh "The Center of the World".

## Thời thơ ấu
John Peter Sarsgaard sinh năm 1971 ở hạt St. Clair, bang Illinois. Cha mẹ ông là Judy Lea (nhũ danh Reinhardt) và John Dale Sarsgaard. Cha ông là kỹ sư của Không quân Hoa Kỳ, sau đó chuyển qua làm việc cho các công ty công nghệ Monsanto và IBM. Tên họ Sarsgaard của nam diễn viên có nguồn gốc từ quê nội Đan Mạch.

## Đời tư
Sarsgaard từng hẹn hò với những người nổi tiếng như vũ công Dita Von Teese và diễn viên, người mẫu Shalom Harlow.
Năm 2002, ông quen với nữ diễn viên Maggie Gyllenhaal, chị gái của Jake Gyllenhaal. Tháng 4/2006, cả hai thông báo đính hôn và tới ngày 2/5/2009, họ làm lễ cưới ở Brindisi, Ý. Cặp đôi hiện có hai con gái: Ramona (sinh ngày 3/10/2006) và Gloria Ray (sinh ngày 19/4/2012).

## Danh sách phim

### Điện ảnh
| Năm  | Tên                      | Vai              | Đạo diễn          | Ct |
| ---- | ------------------------ | ---------------- | ----------------- | -- |
| 1995 | Dead Man Walking         | Walter Delacroix | Tim Robbins       |    |
| 1998 | The Man in the Iron Mask | Raoul            | Randall Wallace   |    |
| 1998 | Minor Details            | Scott            | Kief Davidson     |    |
| 1998 | Desert Blue              | Billy Baxter     | Morgan J. Freeman |    |
| 1998 | Another Day in Paradise  | Ty               | Larry Clark       |    |
| 1999 | Boys Don't Cry           | John Lotter      | Kimberly Peirce   |    |